# キム・イルジン
キム・イルジン(朝:김일진)は、朝鮮民主主義人民共和国(以下、北朝鮮と記す)の指揮者。

## 学歴
1956年、北朝鮮の慈江道満浦市生まれ。元山市で育った。平壌音楽舞踊大学(現:金元均名称音楽総合大学)のチェロ科に入学し、1977年に卒業。卒業後は万寿台芸術団のチェリストとなるが、まもなく指揮に転向。革命歌劇の代表作『花を売る乙女』をはじめ、舞台作品の指揮を執った。その後、ソビエト連邦、モスクワ音楽院に研究のため留学した。

## カラヤン国際指揮者コンクール
1985年、西ベルリンで開催された第8回ヘルベルト・フォン・カラヤン国際指揮者コンクールに出場し、一位なしの第二位を受賞。なお、同コンクールでの受賞は、北朝鮮出身者としては初めてであった。

## その後
北朝鮮に帰国後は、1985年より万寿台芸術団の指揮者として復帰した。
1988年に、功勲芸術家称号を授与された。
1990年には、尹伊桑管弦楽団を創立し、初代指揮者を務めた。また、朝鮮民主主義人民共和国国立交響楽団へも客演している。
1991年、日本の敦賀市で開かれた環日本海国際芸術祭に出演。
1998年には、平壌直轄市で開かれた第1回尹伊桑統一音楽会に参加し、韓国の演奏家とも親交を深めた。